# Woody Louwerens
Woody Louwerens (Den Haag, 2 december 1945) is een Nederlands voormalig profvoetballer die als doelman voor verschillende Haagse profclubs speelde. In zijn tijd bij de Haagse voetbalclubs werkte hij, zoals meerdere voetballers van ADO of Holland Sport, ook nog bij de Nutsspaarbank aan de Badhuiskade in Scheveningen. 

## Clubstatistieken
| Seizoen         | Club            | Competitie      | Competitie | Competitie | Beker | Beker | Internationaal | Internationaal | Overig | Overig | Totaal | Totaal |
| Seizoen         | Club            | Competitie      | Wed.       | Dlp.       | Wed.  | Dlp.  | Wed.           | Dlp.           | Wed.   | Dlp.   | Wed.   | Dlp.   |
| --------------- | --------------- | --------------- | ---------- | ---------- | ----- | ----- | -------------- | -------------- | ------ | ------ | ------ | ------ |
| 1962/63         | ADO             | Eredivisie      | 0          | 0          | 0     | 0     | –              | –              | 0      | 0      | 0      | 0      |
| 1963/64         | ADO             | Eredivisie      | 0          | 0          | 0     | 0     | –              | –              | 0      | 0      | 0      | 0      |
| 1964/65         | Holland Sport   | Eerste divisie  | 23         | 0          | 4     | 0     | –              | –              | 0      | 0      | 27     | 0      |
| 1965/66         | Holland Sport   | Eerste divisie  | 10         | 0          | 0     | 0     | –              | –              | 0      | 0      | 10     | 0      |
| 1966/67         | Holland Sport   | Eerste divisie  | 0          | 0          | 0     | 0     | –              | –              | 0      | 0      | 0      | 0      |
| 1967/68         | Holland Sport   | Eerste divisie  | 4          | 0          | 2     | 0     | –              | –              | 0      | 0      | 6      | 0      |
| 1968/69         | Holland Sport   | Eredivisie      | 3          | 0          | 0     | 0     | –              | –              | 0      | 0      | 3      | 0      |
| 1969/70         | Holland Sport   | Eredivisie      | 20         | 0          | 0     | 0     | 3              | 0              | 0      | 0      | 23     | 0      |
| 1970/71         | Holland Sport   | Eredivisie      | 28         | 0          | 3     | 0     | –              | –              | 0      | 0      | 30     | 0      |
| 1971/72         | FC Den Haag-ADO | Eredivisie      | 0          | 0          | 0     | 0     | 0              | 0              | 0      | 0      | 0      | 0      |
| 1972/73         | FC Den Haag-ADO | Eredivisie      | 4          | 0          | 0     | 0     | 0              | 0              | 0      | 0      | 4      | 0      |
| 1973/74         | FC Den Haag-ADO | Eredivisie      | 1          | 0          | 0     | 0     | 0              | 0              | 0      | 0      | 1      | 0      |
| 1974/75         | FC Den Haag-ADO | Eredivisie      | 1          | 0          | 0     | 0     | –              | –              | 0      | 0      | 1      | 0      |
| 1975/76         | FC Den Haag-ADO | Eredivisie      | 4          | 0          | 0     | 0     | 0              | 0              | 0      | 0      | 4      | 0      |
| Carrière totaal | Carrière totaal | Carrière totaal | 98         | 0          | 9     | 0     | 3              | 0              | 0      | 0      | 110    | 0      |

## Erelijst

### MetHolland Sport
| Nationaal               |    |         |
| Kampioen Eerste divisie | 1x | 1967/68 |